# Бета-пируватдегідрогеназа
Бета-пируватдегідрогеназа (англ. Pyruvate dehydrogenase (lipoamide) beta) – білок, який кодується геном PDHB, розташованим у людей на короткому плечі 3-ї хромосоми.  Довжина поліпептидного ланцюга білка становить 359 амінокислот, а молекулярна маса — 39 233.
| 10         |  | 20         |  | 30         |  | 40         |  | 50         |
| ---------- |  | ---------- |  | ---------- |  | ---------- |  | ---------- |
| MAAVSGLVRR |  | PLREVSGLLK |  | RRFHWTAPAA |  | LQVTVRDAIN |  | QGMDEELERD |
| EKVFLLGEEV |  | AQYDGAYKVS |  | RGLWKKYGDK |  | RIIDTPISEM |  | GFAGIAVGAA |
| MAGLRPICEF |  | MTFNFSMQAI |  | DQVINSAAKT |  | YYMSGGLQPV |  | PIVFRGPNGA |
| SAGVAAQHSQ |  | CFAAWYGHCP |  | GLKVVSPWNS |  | EDAKGLIKSA |  | IRDNNPVVVL |
| ENELMYGVPF |  | EFPPEAQSKD |  | FLIPIGKAKI |  | ERQGTHITVV |  | SHSRPVGHCL |
| EAAAVLSKEG |  | VECEVINMRT |  | IRPMDMETIE |  | ASVMKTNHLV |  | TVEGGWPQFG |
| VGAEICARIM |  | EGPAFNFLDA |  | PAVRVTGADV |  | PMPYAKILED |  | NSIPQVKDII |
| FAIKKTLNI  |  |            |  |            |  |            |  |            |

A: Аланін

C: Цистеїн

D: Аспарагінова кислота

E: Глутамінова кислота

F: Фенілаланін

G: Гліцин

H: Гістидин

I: Ізолейцин

K: Лізин

L: Лейцин

M: Метіонін

N: Аспарагін

P: Пролін

Q: Глутамін

R: Аргінін

S: Серин

T: Треонін

V: Валін

W: Триптофан

Цей білок за функцією належить до оксидоредуктаз. 
Задіяний у таких біологічних процесах як цикл трикарбонових кислот, вуглеводний обмін, обмін глюкози. 
Білок має сайт для зв'язування з молекулою піровиноградної кислоти, тіамін-пірофосфатом. 
Локалізований у мітохондрії.